# 孫交
孫交（1454年—1533年），字志同，號九峰，湖廣鍾祥縣（今湖北省鍾祥市）人，明朝政治人物，成化辛丑進士，嘉靖初官至戶部尚書。

## 生平

### 成化、弘治年間
成化十七年（1481年）登辛丑科進士，授南京兵部主事，為尚書王恕瞭解。弘治初年，王恕進入吏部，推薦并授予孫交為稽勳司員外郎，歷任文選郎中。其居官吏部十四年，非常多優秀官吏均由其推薦。升太常寺少卿，提督四夷館。大同有戰事時，其命經略黃花鎮守邊疆并卓有成績。

### 正德年間
正德初年，升任光祿寺卿。正德三年（1508年），進戶部右侍郎，提督倉場，改吏部侍郎。吏部尚書張綵依附劉瑾，孫交屢次規切。張綵大怒，於是調其為南京吏部侍郎。劉瑾事敗，武宗召其回京師擔任戶部尚書。當時各地征討流寇，調度煩急、以及糧食歉收，均有孫交負責協調處理。當時各地饑荒，武宗卻將太平倉賜倖臣裴德，孫交力勸。此後雲南鎮守中官張倫請求開採銀礦、南京織造中官吳經奏費乏，孫交均力阻。正德八年（1513年），其與禮部尚書傅珪一同致仕，言官雖然多進言挽留，均沒有得到批准。

### 嘉靖年間
世宗在未登基前居於鐘祥，已聞孫交之名。入京即位，即召回孫交，復其戶部尚書之職。孫交進言世宗日讀祖訓，言動悉取準則，并堅持經筵日講，得到嘉獎採納。正德年間，因武宗奢侈浪費過多，國庫空虛。孫交裁減費用并制定規章，前弊漸除。然而事情多涉及朝廷宦官，世宗也不能全部聽從。此前宦官監督倉場時，人數只有數人，正德年間增加到五十五人，孫交雖然罷免裁減過半，但後來又有所增加。世宗已經罷免三十七人，孫交卻欲全部裁減，或得到批准。上林苑亦裁減、錦衣衛官員。孫交七十歲時，連續上疏請求致仕。世宗則慰留，派遣醫生視察療養。孫交此後再次請辭，方才許可。世宗手詔加太子太保。卒年八十，諡榮僖。

## 延伸阅读
[在维基数据编辑]
 《國朝獻徵錄·卷之二十九》，出自焦竑《國朝獻徵錄》
 《明史卷一百九十四》，出自《明史》